# Велушко-Породинска култура
Велу̀шко-По̀родинската култура (на македонска литературна норма: Велушко-породинска култура) е археологическа култура от епохата на неолита. Възниква около 5500 година пр. Хр. на територията на съвременната Република Северна Македония и се състои от 4 стадия (Велуша-Породин I—IV). Името на културата идва от два археологически паметника – Велушката тумба и Породинската тумба, разположени на брега на река Църна.
Възстановката край Маджари на неолитното селище Тумба е направено на основа на археологически останки на терена на Тумба, на модели на културата Анзабегово-Връшник и културата Велуша-Породин.
Жилищата от културата Велуша-Породин са с четириъгълен план. Стените са направени от кирпич, подът е покрит с глина. От културата са намерени малък брой инструменти, изработени от кост, и съвсем малко – от камък. Погребалните ритуали са много слабо проучени. Керамиката предимно е със сферична форма и с удължено гърло, боядисана в червено и украсена с триъгълни мотиви, направени с бяла боя. Също така от културата са намерени статуетки на Богинята-майка. Велуша-Породин се характеризира с производството на различни фигурки с удължени вратове, понякога в седнала поза.
Фаза I се характеризира със съдове на крачета и украса под формата на числото „3“, които също се намират във фаза II. Ивиците и кръговете са характерни за фази III и IV. Фаза IV се характеризира с глинени мотиви, залепени за стените. Изображенията на Богинята-майка често се изработват във фаза III.